# Atomfall
Atomfall est un jeu d'action et de survie développé et publié par Rebellion Developments. Le jeu se déroule dans une version alternative des années 1960, où les catastrophes nucléaires de Windscale ont transformé une grande partie du nord de l'Angleterre en une zone de quarantaine radioactive. Le jeu est sorti sur Microsoft Windows, PlayStation 4, PlayStation 5, Xbox One et Xbox Series le 27 mars 2025.

## Système de jeu
Atomfall est un jeu d'action joué à la première personne. L'histoire se déroule dans une histoire alternative dans laquelle l'incendie de Windscale en 1957 a laissé une grande partie du Lake District, en Cumbria, sous l'effet de retombées radioactives. Les joueurs peuvent collecter diverses ressources et débris pour fabriquer des objets et utilisent des armes à feu pour vaincre les ennemis, bien que les munitions soient rares dans le jeu. Même si Atomfall est présenté comme un jeu de survie, les joueurs n'ont besoin que de gérer la santé et le rythme cardiaque de leur personnage. Les combats, les sprints et les coups de pied contre les ennemis augmenteront le rythme cardiaque du protagoniste, ce qui entraînera une vision assombrie et une audition étouffée. Des actions furtives peuvent également être utilisées et le jeu peut être terminé sans tuer aucun ennemi. Tuer tous les personnages du jeu est par ailleurs une option.
La campagne britannique du Lake District est une série de zones interconnectées qui peuvent être librement explorées par le joueur. Les joueurs doivent interagir avec d'autres personnages non jouables et sélectionner des options de dialogue comme réponses. Les joueurs finiront par récolter des indices qui mènent à de nouveaux objectifs et opportunités. Les joueurs peuvent poursuivre ces objectifs dans n'importe quel ordre une fois qu'ils sont débloqués.

## Développement
Atomfall est développé par le studio britannique Rebellion Developments. Le jeu a été inspiré par Fallout: New Vegas, qui a été décrit par Ben Fisher, directeur associé de la conception chez Rebellion, comme une expérience « dense » et qui valorise le choix du joueur. Au lieu de construire une seule grande zone de monde ouvert, Rebellion a choisi de construire plusieurs zones plus petites, mais interconnectées, en raison de l'expertise de l'équipe dans la création de cartes de taille similaire, ayant travaillé sur la série Sniper Elite pendant des décennies. Metro et BioShock ont également influencé la conception du jeu. Cependant, contrairement à ces jeux, le gameplay d'investigation a été priorisé par Rebellion dans le but de promouvoir la liberté des joueurs et de faciliter la construction du monde.
Le personnage du joueur et les ennemis du jeu sont facilement tués. L'équipe a comparé le gameplay au film Les Fils de l'Homme, puisqu'ici les joueurs prennent le contrôle d'un homme ordinaire au lieu d'un combattant expérimenté. Pulp Fiction a également influencé le jeu, ainsi que The Quatermass Experiment, The Prisoner, Doctor Who, The Wicker Man et The Day of the Triffids cités comme les inspirations de l'équipe.
Rebellion Developments a annoncé Atomfall en juin 2024 durant le Xbox Games Showcase. Le jeu est sorti sur Microsoft Windows, PlayStation 4, PlayStation 5, Xbox One et Xbox Series le 27 mars 2025,,.

## Contenu additionnel

### ExtensionWicked Isle
Le 3 juin 2025 sort l'extension Wicked Isle, centrée sur les secrets de l'île fictive de Midsummer, au large des côtes britanniques. L'aventure scénarisée prend place au sein d'environnements sauvages et d'installations militaires à l’abandon, en proie à des expériences clandestines et des phénomènes inexpliqués. Ce DLC ajoute également de nouvelles armes (dont un tromblon, un nouvel arc, un coutelas, des dagues et le bâton de l’Apiculteur), de nouvelles compétences et un détecteur de métaux amélioré permettant de trouver plus de caches de butin,.

## Accueil

### Ventes
Durant le premier week-end, Atomfall culmine à plus de 6 000 joueurs simultanés sur Steam.
Le 1er avril 2025, soit 4 jours après sa sortie, le jeu dépasse les 1,5 million de joueurs, en prenant en compte l'accès via l'abonnement Xbox Game Pass. Pour le studio Rebellion, il s'agit du « lancement le plus réussi des 32 ans d'histoire de l'entreprise »,.
Le 11 avril 2025, Atomfall dépasse les 2 millions de joueurs,. Selon Jason Kingsley, le PDG de Rebellion, ce succès est principalement dû à la présence du jeu sur le Game Pass.